# Orange County (Kalifornie)

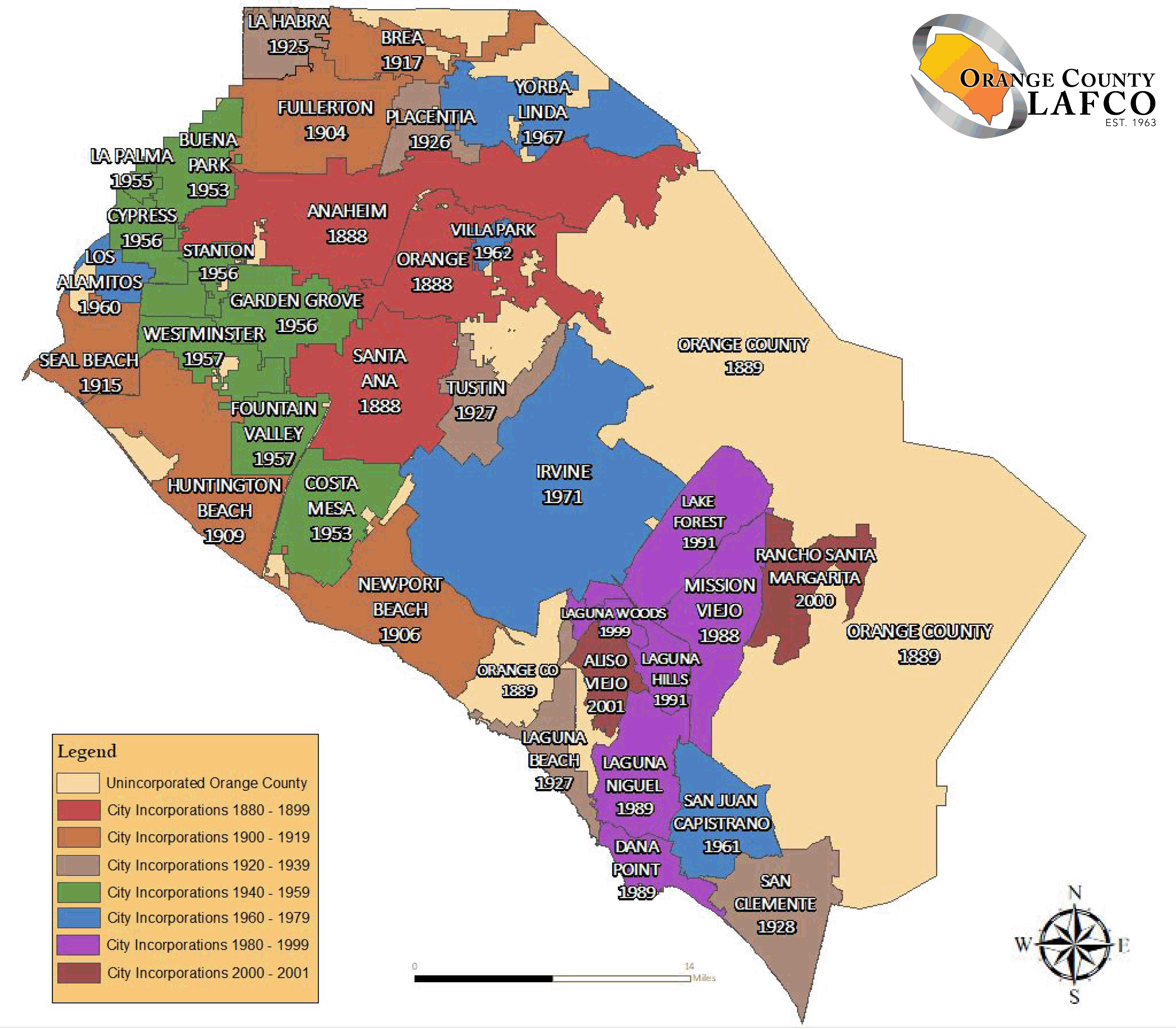
Hranice obcí v Orange County

Orange County (též County of Orange) je okres nacházející se na jihu amerického státu Kalifornie. Má rozlohu 2455,3 km² a jeho populace se k červnu 2008 odhaduje na 3 010 759 obyvatel. Přestože je nejmenším okresem v jižní Kalifornii, jedná o 2. nejlidnatější okres v Kalifornii a 6. v USA. Hlavní město tohoto okresu je Santa Ana (324 tisíc obyvatel dle údajů z roku 2010), největším městem pak Anaheim (336 tisíc obyv.). V Orange County se mimo jiné odehrává i seriál americké televizní stanice FOX - O.C. California. V tomto kraji je velmi dostupný a populární surfing. Z této oblasti pochází také americká punkrocková kapela Social Distortion.

## Historie
Nejdříve obýván kmeny Tongva, Juaneño a Luiseño původních amerických obyvatel. Po španělské expedici Gaspara de Portolà z roku 1769, vedenou Junipero Serrou byla tato oblast nazvána Valle de Santa Ana (údolí svaté Anny). Od dob raných samostatných Spojených států se jednalo o ojedinělou oblast trvale osídlenou americkými přistěhovalci v regionu dnešní Kalifornie. Od roku 1824 bylo Valle de Santa Ana považováno za součást Mexika. Po Mexicko-americké války (1846-1848) se stalo součástí Kalifornie, která 9. září 1850 vstoupila do Unie (jako její 31. stát). Následující cca 100 let bylo pro Orange County ve znamení rozvíjení infrastruktury (stejně jako ve zbytku USA) a (dopravním, logistickým, komunikačním) spojováním s okolím. V roce 1900 mělo Orange County přes 19 tisíc obyvatel, ale zažíval obrovský růst, a tak v 80. let překonal hranici 2 milionů a stal se 2. nejlidnatějším okresem v Kalifornii. V roce 1994 okres zažil bankrot, kdy se ztratilo 1,5 mld. dolarů v rizikových peněžních derivátech a tajemník Robert Citron byl trestně stíhán.

## Demografie
Ze sčítání obyvatel z roku 1990:
- 78,6 % běloši
- 10,34 % Asiaté nebo Pacifičtí ostrované
- 1,77 % Černoši
- 0,5 % Indiáni/první národy
- 8,79 % ostatní

Obyvatel hispánského nebo latinskoamerického původu bylo 23,43%.

## Ekonomika
V 19. a na začátku 20. století byl Orange County znám pro vývoz ovoce, po válce se stal sídlem mnoha společností z Fortune 500 a Fortune 1000. Pobočky a sídla zde mají např. z IT průmyslu Blizzard Entertainment, Western Digital, z textilního Quicksilver, z automobilového Mazda, Toyota, Kia Motors, Mitsubishi, Hyundai, z elektroniky Toshiba, Samsung. Orange County je též turistickou atrakcí a je poměrně často zmiňován v populární kultuře.

## Města
Orange County má 34 tzv. incorporated cities:
- Aliso Viejo, začleněno v roce 2001
- Anaheim, začleněno v roce 1870
- Brea, začleněno v roce 1917
- Buena Park, začleněno v roce 1953
- Costa Mesa, začleněno v roce 1953
- Cypress, začleněno v roce 1956
- Dana Point, začleněno v roce 1989
- Fountain Valley, začleněno v roce 1953
- Fullerton, začleněno v roce 1904
- Garden Grove, začleněno v roce 1956
- Huntington Beach, začleněno v roce 1909
- Irvine, začleněno v roce 1971
- La Habra, začleněno v roce 1925
- La Palma, začleněno v roce 1955
- Laguna Beach, začleněno v roce 1927
- Laguna Hills, začleněno v roce 1991
- Laguna Niguel, začleněno v roce 1989
- Laguna Woods, začleněno v roce 1999
- Lake Forest, začleněno v roce 1991
- Los Alamitos, začleněno v roce 1960
- Mission Viejo, začleněno v roce 1988
- Newport Beach, začleněno v roce 1906
- Orange, začleněno v roce 1888
- Placentia, začleněno v roce 1926
- Rancho Santa Margarita, začleněno v roce 2000
- San Clemente, začleněno v roce 1928
- San Juan Capistrano, začleněno v roce 1961
- Santa Ana, začleněno v roce 1886
- Seal Beach, začleněno v roce 1915
- Stanton, začleněno v roce 1956
- Tustin, začleněno v roce 1927
- Villa Park, začleněno v roce 1962
- Westminster, začleněno v roce 1957
- Yorba Linda, začleněno v roce 1967

## Komunity
- Coto de Caza
- Cowan Heights
- El Modena
- Emerald Bay
- Foothill Ranch
- Ladera Ranch
- Lemon Heights
- Midway City
- Modjeska Canyon
- North Tustin
- Orange Park Acres
- Rancho Mission Viejo
- Red Hill
- Rossmoor
- Silverado Canyon
- Sunset Beach
- Trabuco Canyon

## Doprava
Hlavní dálnice vedoucí přes Orange County:
- Interstate 5
- Interstate 405
- Interstate 605
- State Route 1
- State Route 22
- State Route 39
- State Route 55
- State Route 57
- State Route 73
- State Route 74
- State Route 90
- State Route 91
- State Route 133
- State Route 142
- State Route 241
- State Route 261